# کارتیکیا ۲
کارتیکیا ۲ (انگلیسی: Karthikeya 2) فیلم معمایی اکشن هندی تلوگو-زبان، محصول سال ۲۰۲۲ است که نویسندگی و کارگردانی آن را چاندو موندتی انجام داده‌است. در این فیلم که ادامه فیلم کارتیکیا است نیخیل سیدارتا، آنوپاما پارامیسواران و انوپم کهیر نقش‌های اصلی را بازی کرده‌اند. فیلم توسط آبیشک آگاروال و تی. جی. ویسوا پراساد ساخته شد.
فیلمبرداری اصلی در ماه فوریه ۲۰۲۱ شروع شد و با تأخیری که به خاطر دنیاگیری کووید-۱۹ در پی داشت، در ماه مارس ۲۰۲۲ خاتمه یافت. مکان‌های فیلمبرداری به‌طور عمده در گجرات و هیماچال پرادش، به اضافه اسپانیا، پرتغال و یونان انجام گرفت. موسیقی فیلم توسط کالا بایراوا ساخته شد. این فیلم که با بودجه ای بالغ بر ۱۵–۳۰ کرور روپیه ساخته شد، در روز ۱۳ اوت ۲۰۲۲ اکران گردید که نظرات مثبت منتقدان را در پی داشت و به عنوان فیلم موفق تجاری و ششمین فیلم پرفروش تلوگو در سال ۲۰۲۲ شناخته شد.